# 4-й провулок Бадигіна (Мелітополь)
4-й провулок Бадигіна — провулок на південній околиці Мелітополя, що фактично проходить по границі міста. Починається від проїзду з вулиці Бадигіна, закінчується проїздом з проспекту Богдана Хмельницького. Перетинається з ґрунтовою дорогою, що веде на автодорогу М-14 (у бік «Нового» цвинтаря та села Садове).
Складається з приватного сектора. Покриття ґрунтове.

## Назва
Провулок названий на честь Костянтина Бадігіна (1910—1984) — капітана далекого плавання, радянського дослідника Арктики та Героя Радянського Союзу. Буква «і» в назві провулка виявилася замінена на «и», і ця помилка твердо вкоренилася і в офіційних документах, і на географічних картах, і в пресі.
Це останній за порядковим номером із чотирьох провулків Бадигіна. Також у Мелітополі є однойменна вулиця та безномірний провулок.
Нарівні з провулками 4-м Лінійним і 4-м Ногайським, має найбільший порядковий номер серед вулиць міста.

## Історія
28 листопада 1991 року на засіданні міськвиконкому було прийнято рішення про прорізання та найменування відразу чотирьох нових провулків Бадигіна на околиці району Піщане, на додаток до вулиць, що вже існували, і провулку з такою ж назвою.

## Галерея
|                                          |              |                                |                                                       |
| виїзд до траси М-18 та початку проспекту | теплиці      | дорога у бік «Нового» цвинтаря | вид на приватний сектор провулку з-за кордону міста   |
|                                          |              |                                |                                                       |
| неогороджена ділянка                     | кінець міста | на початку провулку            | проїзд до трьох сусідніх провулків та вулиці Бадигіна |